# I maestri cantori di Norimberga

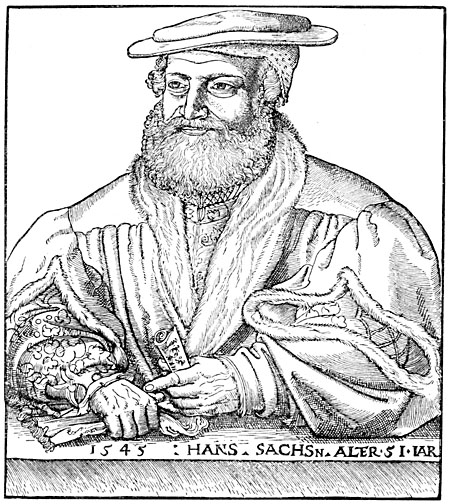
Hans Sachs, xilografia di Hans Brosamer.

I maestri cantori di Norimberga (Die Meistersinger von Nürnberg) è un'opera di Richard Wagner in tre atti, composta fra il 1862 e il 1867. La prima dell'opera ebbe luogo con esito trionfale alla Bayerische Staatsoper di Monaco di Baviera il 21 giugno 1868, sotto la direzione di Hans von Bülow, alla presenza di Wagner e del re Ludwig II di Baviera, mecenate del compositore.

## Contesto storico e simbologia
La vicenda si svolge a Norimberga verso la metà del XVI secolo: a quel tempo, Norimberga era un libero comune imperiale e uno dei centri del Rinascimento nordeuropeo. Al centro della storia vi è la realmente esistita corporazione dei Meistersinger (Maestri Cantori), un'associazione di poeti e musicisti "dilettanti", provenienti soprattutto dai ceti artigiani e popolari. Questi artisti svilupparono una serie di regole proprie di composizione e di esecuzione, che Wagner studiò dettagliatamente. Il poeta-ciabattino Hans Sachs, protagonista, è un personaggio storico realmente esistito: Hans Sachs (1494-1576) fu il più famoso dei maestri cantori e una delle figure più amate della letteratura tedesca delle origini.
All'anziana saggezza di Sachs, ma soprattutto allo sgradevole conformismo di Beckmesser, Wagner contrappone il giovane cavaliere Walther, che partecipando all'annuale raduno dei maestri cantori vince la gara di canto e la mano della bella Eva.
L'opera I maestri cantori di Norimberga deve parte del suo fascino alla fedele ricostruzione storica della Norimberga rinascimentale e delle tradizioni delle corporazioni. Essa simboleggia idealmente lo spirito della "sacra arte tedesca" come elemento di coesione nazionale e popolare, anche superando l'istituzione stessa dello Stato. Nelle parole conclusive del poema, infatti, si legge:
"Finisca pure in polvere il Sacro Romano Impero, e ci resterebbe sempre la sacra Arte tedesca!"
Secondo il critico Rubens Tedeschi, i Cantori di Norimberga incarnano il glorioso "Volk" (il popolo), dapprima ancorati alle borghesi formule tradizionali, poi pronti a lanciarsi con Walther verso una nuova verità pur restando i medesimi luterani "tutti d'un pezzo". Il "gregge", come lo definì graziosamente lo stesso Wagner, cambia fronte ma non cambia aspetto.

## Musica
Trattandosi dell'unica commedia scritta dal musicista, riemergono alcune caratteristiche tradizionali che Wagner aveva abbandonato nella sua nuova concezione del dramma musicale, specialmente nell'uso del coro e dei pezzi d'assieme. Tuttavia, come nota il critico Carl Dahlhaus, la tendenza arcaicizzante dell'opera - con i suoi monologhi, le canzoni, i concertati, i cori e i finali d'atto tumultuosi simili ad un grand opéra, non si sottrae alla concezione wagneriana matura del dramma, in quanto negli anni '60 il musicista padroneggiava il carattere della propria arte al punto da riconoscergli la facoltà di essere drammatica anche attraverso forme apparentemente antidrammatiche.
I leitmotiv (temi conduttori), che nel Tristano e nel Ring risaltano con estrema brevità, nei Maestri si intrecciano in lunghe melodie che sembrano integrate nel tessuto musicale. Ne consegue che la restaurazione melodica nello stile dell'opera convenzionale non è il frutto di un regresso dello stile wagneriano, ma scaturisce dall'espansione melodica dei leitmotiv.

## Genesi e composizione dell'opera
Nell'estate del 1845 Wagner, allora Kapellmeister del Teatro di corte di Dresda, si trovava in villeggiatura alle terme di Marienbad, nell'attuale Repubblica Ceca, quando concepì per la prima volta l'idea de I maestri cantori. Tra le sue letture di quei giorni vi era il volume Geschichte der poetischen National-Literatur der Deutschen (Storia della letteratura poetica nazionale dei Tedeschi) di Georg Gottfried Gervinus, la sua fonte per l'episodio di Sachs e il "marcatore": il pensiero di rovesciare la situazione e far sì che fosse Sachs, battendo sulla scarpa, a segnalare gli errori del rivale lo divertì moltissimo e in breve tempo immaginò tutta la parte finale del secondo atto. Di poco seguente è il primo abbozzo in prosa dell'intera opera (datato 16 luglio 1845): si trattava, in effetti, della parodia della sua precedente opera, Tannhäuser, che vedeva anch'essa al centro della vicenda una gara canora.
La materia venne accantonata dal compositore per lungo tempo. Solo nel 1861, all'indomani della composizione di Tristano e Isotta, Wagner recuperò l'idea di un'opera vivace e serena: ne diede l'annuncio in una lettera datata 30 ottobre 1861 al suo editore Schott.
Nella sua autobiografia, Mein Leben, Wagner collega la decisione di scrivere I maestri cantori a un viaggio a Venezia del novembre 1861 assieme a Mathilde Wesendonck, la donna da lui amata mentre attendeva alla composizione del Tristano, e al di lei marito Otto.
(Richard Wagner, La mia vita, trad. di Massimo Mila, pp. 505-506.)
Non è chiaro cosa il compositore abbia voluto dire in questo passo, dato che, come si è detto, la decisione di scrivere l'opera era già stata presa in precedenza. In generale, nei suoi ricordi, scritti a molti anni di distanza, Wagner ha spesso la tendenza a crearsi una propria "mitologia" personale e a collegare eventi a date e momenti emblematici e significativi.
Per studiare la storia, la terminologia e le consuetudini del Meistergesang (l'arte dei maestri cantori), Wagner si documentò su testi quali Über den altdeutschen Meistergesang (La poesia degli antichi maestri cantori tedeschi) di Jacob Grimm e la cronaca norimberghese dell'anno 1697 di Johann Christoph Wagenseil, con l'appendice Von der Meistersänger holdseliger Kunst (Della nobile arte dei maestri cantori). Scrisse un nuovo abbozzo in prosa, che però aveva perso in parte i toni farseschi della prima stesura: con alle spalle più di 20 anni di amarezze e vicissitudini personali e artistiche, ora Wagner poneva più l'accento sul tema a lui caro della rinuncia, già celebrato nel Tristano, in questo caso la nobile rinuncia di Hans Sachs alla giovane Eva.
Il libretto fu completato nel gennaio 1862, e anche la prima parte della composizione musicale gli riuscì rapidamente: l'ispirazione per il preludio gli nacque osservando un tramonto sul fiume Reno e su Magonza.
(Richard Wagner, La mia vita cit., p. 516.)
Gli anni seguenti furono segnati da ristrettezze economiche e da continue peregrinazioni, fino all'approdo a Monaco, alla corte di re Luigi II; ma, accanto all'amicizia del giovane sovrano, Wagner si trovò a dover fronteggiare, per vari motivi, anche la crescente ostilità della corte, della stampa e dell'opinione pubblica. Molto impegnative furono anche le prove e la prima messa in scena del Tristano nel giugno 1865, perciò il lavoro su I maestri cantori subì un rallentamento. All'inizio del 1866, costretto a lasciare la capitale bavarese e stabilitosi in Svizzera con l'amante Cosima von Bülow, poté riprendere in mano l'opera: l'abbozzo orchestrale del primo atto fu completato il 21 febbraio, il secondo atto fu iniziato il 15 maggio e terminato il 6 settembre, il terzo atto fu intrapreso il 2 ottobre e concluso il 7 febbraio 1867. La partitura fu terminata, nella sua versione definitiva, il 24 ottobre.

## Organico orchestrale

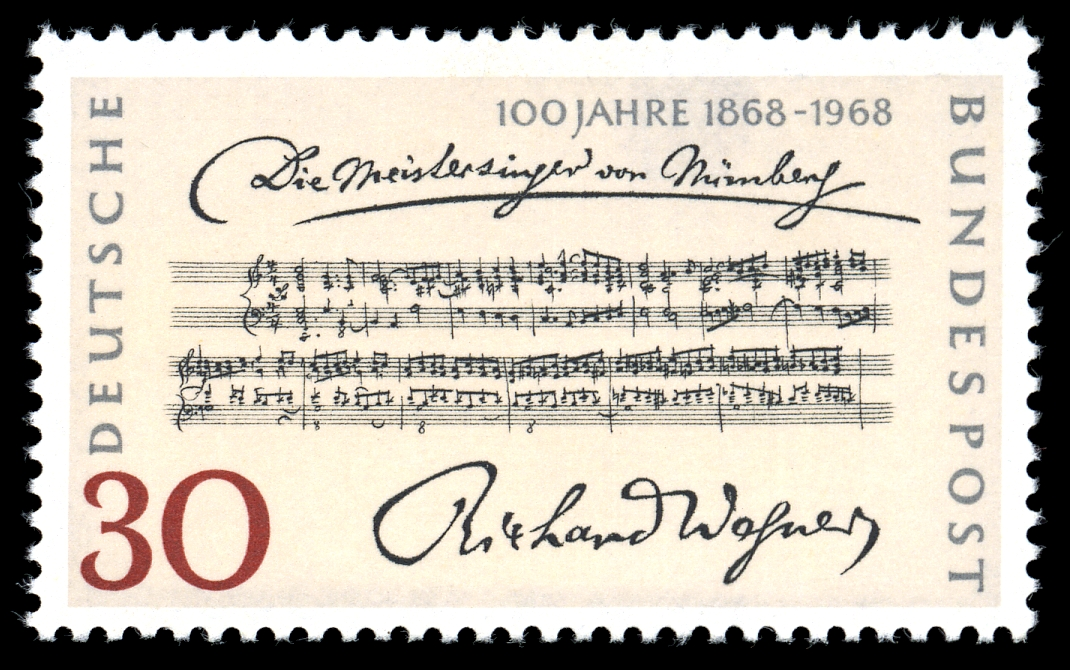
Francobollo commemorativo delle poste tedesche emesso per il centenario dalla composizione dell'opera.

La partitura di Wagner prevede l'utilizzo di:
- ottavino, 2 flauti, 2 oboi, 2 clarinetti, 2 fagotti
- 4 corni, 3 trombe, 3 tromboni, basso tuba
- timpani, grancassa, piatti, triangolo, glockenspiel
- arpe, liuto
- archi

Da suonare sul palco:
- organo, corno della guardia di notte, trombe, tamburi

## La trama

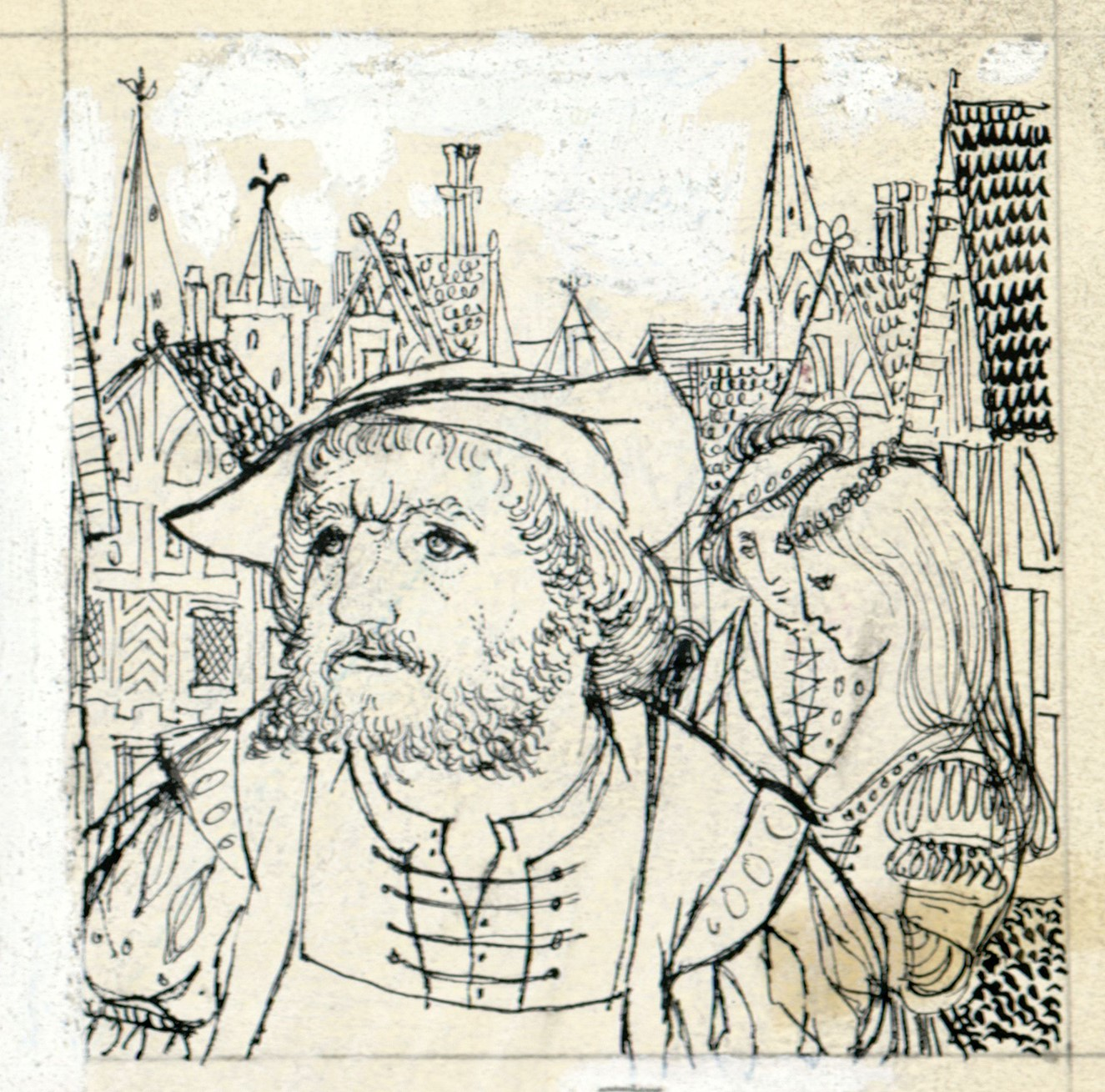
Disegno per copertina di libretto, disegno per I maestri cantori di Norimberga (s.d.). Archivio Storico Ricordi

La vicenda si svolge nella città tedesca di Norimberga, nel XVI secolo.

### Atto I
La chiesa di S. Caterina di Norimberga in un giorno di giugno, vigilia di San Giovanni. La Messa sta finendo e i fedeli intonano un corale, quando il giovane cavaliere Walther von Stolzing arriva, in cerca dell'amata Eva. Trovatala, le chiede se sia già promessa a qualcuno. Eva è subito attratta da Walther, ma deve informarlo che suo padre, il fabbro e maestro cantore Veit Pogner, ha stabilito di dare sua figlia in moglie al vincitore della gara di canto della gilda dei maestri cantori, prevista per il giorno seguente, festa di S. Giovanni. La nutrice di Eva, Magdalene, convince il suo corteggiatore, David, a istruire Walther nell'arte dei maestri cantori, in modo che possa essere accolto nella loro corporazione nell'assemblea che si svolgerà in chiesa dopo la Messa, e possa quindi avere il diritto di partecipare alla contesa.
Mentre la chiesa viene preparata per l'incontro, Walther si lancia in un gioioso inno alla primavera e all'amore, in forma libera, improvvisato e pieno di licenze, e il suo mancato rispetto delle rigide regole fa inorridire i Maestri: il suo canto è costantemente interrotto dallo sfregare del gessetto di Beckmesser, che, malignamente, annota gli errori uno dopo l'altro. Sebbene Sachs insista perché a Walther sia permesso di finire la sua canzone, il resto del gruppo boccia la prova del giovane cavaliere.

### Atto II
A sera, in una strada di Norimberga, all'angolo fra la casa di Pogner e la bottega di Hans Sachs. David informa Magdalena del fallimento di Walther. Delusa dalla notizia, Magdalena si allontana dimenticandosi di dare a David il cibo che aveva portato per lui. Ciò suscita la derisione e le prese in giro degli altri apprendisti, e David sta per reagire quando Sachs arriva e con un fischio chiama il suo apprendista nella bottega.
Entra Pogner con Eva, i due conversano: Eva esita a chiedergli l'esito dell'esame di Walther, e Pogner dentro di sé comincia ad avere dei dubbi sull'opportunità di offrire sua figlia in sposa come premio per il vincitore della gara. Entrati in casa, Magdalene si avvicina e rivela a Eva il fallimento di Walther. Rattristata, Eva decide di chiedere consiglio al saggio Sachs.
Al crepuscolo, Hans Sachs si siede di fronte a casa per lavorare a un nuovo paio di scarpe per Beckmesser, riflettendo nel frattempo sulla canzone di Walther, che l'ha molto colpito. Sopraggiunge Eva, e i due discorrono sulla gara canora dell'indomani. Eva non nasconde il suo scarso trasporto per Beckmesser, che sembra essere l'unico possibile vincitore, e accenna al fatto che non le dispiacerebbe se fosse Sachs, vedovo, a vincere. Sebbene colpito, Sachs protesta che sarebbe un marito troppo vecchio per lei. Dopo vari incitamenti, Sachs riferisce dell'esito deludente della prova di Walther all'assemblea della corporazione. Questo fa inquietare e rattristare Eva, confermando il sospetto di Sachs che ella sia innamorata del giovane, ma egli non dà a vedere di aver capito, anzi, continua a deprecare l'ignoranza del cavaliere, provocando la stizza di Eva, che lo lascia furibonda. La ragazza si imbatte in Magdalene, che la informa che Beckmesser sta arrivando per farle una serenata: Eva, decisa ad andare in cerca di Walther, ordina a Magdalene di mettersi alla finestra della sua stanza da letto fingendo di essere lei.
Proprio mentre Eva sta per andare, compare Walther, che le racconta del suo fiasco. Ferito nel suo orgoglio nobiliare e ormai convinto di non poter ottenere la vittoria nella tenzone imminente, Walther convince Eva a fuggire con lui. Ma Sachs ha ascoltato il loro piano, e mentre i giovani passano là davanti, illumina la strada con la sua lanterna, costringendoli a nascondersi in un angolo buio di fianco alla casa di Pogner. Walther vorrebbe affrontare Sachs, ma deve rinunciare per l'arrivo di Beckmesser.
Mentre Eva e Walther stanno nascosti, Beckmesser comincia la sua serenata. Sachs lo interrompe iniziando a cantare una chiassosa canzone mentre martella la forma delle scarpe. Irritato, Beckmesser gli dice di smetterla, ma il calzolaio replica innocentemente che proprio lui, Beckmesser, gli ha ordinato le scarpe per l'indomani, perciò non può interrompersi. Beckmesser, che ha visto qualcuno affacciarsi alla finestra di Eva (Magdalena travestita), non ha tempo per mettersi a discutere: riluttante, accetta la proposta di Sachs, cioè che egli farà da "censore", segnalando ogni errore nella serenata con una martellata sulle scarpe. Beckmesser comincia, ma commette così tanti errori che, colpo dopo colpo, Sachs è in grado di portare a termine il lavoro ben prima del previsto, con grande scorno dello scrivano. Il rumore sveglia l'intero vicinato. David, riconoscendo nella donna alla finestra la sua amata Magdalena e vedendo qualcuno farle una serenata, si getta addosso a Beckmesser. Gli altri apprendisti si buttano nella mischia, e la situazione degenera in una rissa gigantesca che coinvolge tutto il quartiere. Nella confusione, Walther prova a scappare con Eva, ma Sachs spinge Eva in casa sua e trascina Walther nella sua bottega. La quiete viene ristabilita, improvvisamente così come era stata rotta, dall'intervento del guardiano di notte.

### Atto III
Di buon mattino, Sachs è nella sua bottega e legge un grosso volume in-folio. Perso nei suoi pensieri, dapprima non risponde a David, di ritorno dall'aver consegnato a Beckmesser le sue scarpe. David alla fine riesce ad attirare l'attenzione del suo maestro, e i due discutono sui festeggiamenti di quel giorno: è la festa di San Giovanni, l'onomastico di Hans (diminutivo di Johannes) Sachs. David recita i suoi versi di auguri per Sachs, ed esce.
Rimasto solo, Sachs riflette sulla rissa della scorsa notte e, più in generale, sulla follia che governa il mondo, stravolgendone ogni tanto a capriccio il corso normale (Wahn! Wahn! Überall Wahn!: "Follia! Follia! Follia dappertutto!"). Il suo tentativo di impedire una fuga era sfociato in uno scoppio di violenza. Ciò nonostante, egli è deciso a far sì che quel giorno la follia lavori per i suoi scopi.
Walther, che ha passato la notte in casa di Sachs, entra nella stanza. Racconta a Sachs di aver fatto un sogno meraviglioso e, incoraggiato dal calzolaio, decide di metterlo in musica. Il ciabattino maestro cantore illustra al cavaliere il valore delle regole poetiche e lo esorta a dare forma e schema opportuni al contenuto del sogno: con l'aiuto di Sachs, che scrive il testo mentre il giovane lo canta, Walther riesce così a produrre alcune strofe di una "canzone da maestro". Manca ancora da comporre un'ultima strofa, ma Walther è stanco: i due uomini si allontanano per prepararsi per la festa.
Beckmesser, ancora pesto per la notte precedente, entra nella bottega. Vede il foglio con i versi della canzone, scritti nella calligrafia di Sachs, e conclude che anche il ciabattino aspiri alla mano di Eva e voglia partecipare alla gara. Sachs rientra nella stanza, e Beckmesser gli chiede dei versi. Ma Sachs dichiara di non essere interessato a gareggiare per Eva, anzi offre allo stupito Beckmesser di prendere i versi da lui scritti: addirittura, promette di non rivendicare mai la canzone come sua. Beckmesser si allontana in tutta fretta per prepararsi per la gara, entusiasta all'idea di poter usare versi scritti dal famoso Hans Sachs per la sua canzone.
Venuta con la scusa che le sue scarpe nuove hanno bisogno di un ritocco, Eva arriva alla bottega in cerca di Walther. Sachs capisce che le scarpe vanno benissimo, ma finge di mettersi al lavoro su di esse. Mentre lavora, racconta a Eva di aver sentito una bellissima canzone, cui mancava solamente la fine. In quel momento entra Walther, splendidamente vestito per la gara, e canta l'ultima strofa della sua canzone: Eva piange di gioia al vederlo, e la coppia è colma di gratitudine verso Sachs, che ha insegnato a Walther la sua arte per amore della giovane. Eva chiede a Sachs di perdonarla per aver giocato con i suoi sentimenti, ma il calzolaio si schermisce, lamentando la sua sorte di anziano artigiano, poeta e vedovo. Alla fine, tuttavia, ammette che, nonostante i suoi sentimenti per Eva, vuole evitare la sorte di Re Marke (autocitazione di Wagner di un'altra sua opera, Tristano e Isotta: Re Marke è il marito di Isotta, che lo tradisce con suo nipote Tristano), e perciò dà ai due innamorati la sua benedizione.
Sopraggiungono David e Magdalena. Sachs comunica loro che è stata composta una nuova canzone da maestro, cui, secondo le regole dei Maestri cantori, deve essere dato un nome. Poiché un apprendista non può fare da testimone a un battesimo, Sachs promuove David al rango di "compagno", con il tradizionale schiaffo sulle orecchie. Battezza quindi la canzone l'"aria felice del sogno svelato del mattino" (Selige Morgentraum-Deutweise). Dopo aver riflettuto sulla loro buona sorte, il quintetto parte per andare alla festa.
La festa di San Giovanni ha luogo nel prato vicino al fiume Pegnitz. Sfilano tutte le corporazioni cittadine, ciascuna con il proprio inno, e per ultimi i Maestri cantori. All'arrivo di Hans Sachs, il più amato fra questi, la folla intona il suo Lied più celebre, Wach' auf! ("Svegliati!"). La gara inizia. Il primo concorrente è Beckmesser, che tenta di usare i versi cedutigli da Sachs. Ma egli non è riuscito a imparare una canzone non sua e non è in grado di adattare le parole a una melodia appropriata, e finisce per cantare in modo così impacciato da suscitare l'ilarità del pubblico. Prima di andarsene via pieno di rabbia, Beckmesser afferma che l'autore della canzone è Hans Sachs, ma questi nega: per dimostrarlo, chiama Walther a esibirsi.
La canzone di Walther non rispetta le regole dei Maestri cantori, ma è così bella che tutti ne sono conquistati. Egli viene proclamato vincitore all'unanimità, e ottiene in premio la mano di Eva. I Maestri cantori vogliono nominarlo sul posto membro della corporazione, ma inizialmente egli rifiuta (Will ohne Meister selig sein!, "Voglio essere felice senza essere maestro!"); Sachs interviene, consigliandogli di non offendere i Maestri, che, nonostante i loro difetti, hanno avuto a cuore la sopravvivenza dell'eccelsa arte tedesca anche in quegli anni turbolenti. Walther alla fine accetta, e nell'apoteosi generale la folla canta ancora una volta le lodi di Hans Sachs, l'amato Maestro Cantore di Norimberga.

## Curiosità
- La movimentata scena finale del secondo atto, con la rissa notturna per le strade di Norimberga, è stata ispirata al compositore da un episodio della sua giovinezza, avvenuto nel 1835. Così Wagner in Mein Leben:

(Richard Wagner, La mia vita cit., pp. 79-80.)
- Viene spesso affermato che il personaggio di Beckmesser, acido, stizzoso, attento in modo maniacale alle regole, sia stato creato da Wagner come una ridicola caricatura del critico musicale della Neue Freie Presse di Vienna, Eduard Hanslick, oppositore della musica wagneriana. In realtà, l'abbozzo originario dei Maestri Cantori risale al 1845, quando Wagner ancora non conosceva affatto Hanslick, e sembra dunque probabile che l'obiettivo del compositore fossero i critici musicali in generale. Eduard Hanslick non scrisse recensioni di lavori di Wagner prima del 1846, ed esse erano inizialmente positive. Nel corso degli anni, le idee musicali dei due presero strade diverse, e Hanslick divenne gradualmente sempre più critico nel suo approccio al compositore: probabilmente a causa di ciò Wagner diede al personaggio del "marcatore" il nome Veit Hanslich nel secondo abbozzo in prosa dell'opera (ottobre 1861), con un evidente riferimento al nome del critico. Tuttavia già nel 1862 nel libretto si trova il nome definitivo, Beckmesser. Non esiste prova che Hanslick abbia mai saputo che il suo nome era stato usato in quest'abbozzo precedente.
È inoltre piuttosto diffusa la leggenda che, durante una pubblica lettura del libretto, alla quale era presente anche Hanslick, quest'ultimo, accortosi che il personaggio di Beckmesser era una caricatura di lui, reagì stizzito allontanandosi dalla stanza. Questo aneddoto è stato originato dal racconto di questa serata fatto da Wagner nella sua autobiografia (Mein Leben), un'opera di cui però in più punti sono messe in dubbio la veridicità e l'accuratezza. Anche le memorie di Hanslick parlano di questo incontro, ed egli non registra nessuna reazione di questo tipo, e in effetti, in seguito, ebbe occasione di lodare il libretto di Die Meistersinger.
- Ugualmente priva di fondamento è la diffusa convinzione che lo stesso personaggio di Beckmesser sia la caricatura di un ebreo: in nessuno scritto o lettera Wagner lo lascia intendere.
- L'esecuzione dei Maestri Cantori inaugurava, per volere di Hitler - noto wagneriano - la prima serata dei raduni annuali del partito nazional-socialista, che si tenevano proprio a Norimberga.
- Il primo episodio della serie anime RahXephon si apre con l'ouverture di Die Meistersinger von Nürnberg.
- Il preludio de I maestri Cantori di Norimberga viene citato da Thomas Mann ne "I Buddenbrook" 8.VI

## Discografia
- Orchestra e Coro Festspielhause di Bayeruth, Herbert von Karajan, Otto Edelmann (Hans Sachs), Hans Hopf (Walther von Stolzing), Elisabeth Schwarzkopf (Eva), Erich Kunz (Beckmesser), Friedrich Dalberg (Pogner), Gerhard Hunger (David), Ira Malaniuk (Magdalena), Heinrich Pfalzl (Kothner), Columbia Records, 1951.
- Orchestra e Coro dell'Opera di Stato di Baviera, Joseph Keilbert, Otto Wiener (Hans Sachs), Jess Thomas (Walther von Stolzing), Claire Walson (Eva), Benno Kusche (Beckmesser), Hans Hotter (Pogner), Friedrich Lenz (David), Lilian Benningsen (Magdalena), Josef Metternich (Kothner), Eurodisc, 1963.
- Staatskapelle Dresden e coro della Staatsoper, Herbert von Karajan, Theo Adam (Hans Sachs), René Kollo (Walther von Stolzing), Geraint Evans (Beckmesser), Karl Ridderbusch (Pogner), Peter Schreier (David), Helen Donath (Eva), Ruth Hesse (Magdalena), EMI, 1970.
- Chicago Symphony Orchestra, Sir Georg Solti, José van Dam (Hans Sachs), Ben Heppner (Walther von Stolzing), Alan Opie (Beckmesser), Herbert Lippert (David), René Pape (Pogner), Karita Mattila (Eva), Iris Vermillon (Magdalene), Albert Dohmen (Kothner), Decca, 1995 - Grammy Award for Best Opera Recording 1998.

## DVD parziale
- I maestri cantori di Norimberga - Levine/Heppner/Mattila/Pape - Deutsche Grammophon
- I maestri cantori di Norimberga - Stein/Weikl/Prey/Egel - 1984 Deutsche Grammophon

### Fonti
- John Deathridge/Martin Geck/Egon Voss, Wagner Werk-Verzeichnis. Verzeichnis der musikalischen Werke Richard Wagners und ihrer Quellen, Mainz (Schott) 1986, ISBN 978-3-7957-2201-2.
- Richard Wagner, Die Meistersinger von Nürnberg, prima edizione della partitura d’orchestra, Mainz (Schott Verlag) 1868.
- Richard Wagner, Die Meistersinger von Nürnberg, facsimile dell’autografo del libretto, Mainz (Schott) s. a. [1862].
- Richard Wagner, Entwürfe zu »Die Meistersinger von Nürnberg«, »Tristan und Isolde«, »Parsifal«, a cura di Hans von Wolzogen, Leipzig (Siegel) 1907.
- Richard Wagner, Die Meistersinger von Nürnberg, facsimile dell’autografo della partitura, München (Dreimasken Verlag) 1922.
- Richard Wagner, Die Meistersinger von Nürnberg, WWV 96, edizione critica, a cura di Egon Voss, 3 voll, Mainz (Schott) 1980-1987.
- Richard Wagner, Die Meistersinger von Nürnberg, facsimile dell’autografo del libretto, a cura di Egon Voss, Mainz (Schott) 1982.

### Letteratura secondaria
- Theodor W. Adorno, Versuch über Wagner, »Gesammelte Schriften«, vol. 13, Frankfurt (Suhrkamp) 1971; traduzione inglese: In Search of Wagner, trad. Rodney Livingstone, Manchester (NLB) 1981.
- Frank P. Bär, Wagner — Nürnberg — Meistersinger: Richard Wagner und das reale Nürnberg seiner Zeit, Verlag des Germanischen Nationalmuseums, Nürnberg 2013, ISBN 978-3-936688-74-0.
- Dieter Borchmeyer, Das Theater Richard Wagners. Idee ─ Dichtung ─ Wirkung, Stuttgart (Reclam) 1982; traduzione inglese: Drama and the World of Richard Wagner, Princeton (Princeton University Press) 2003, ISBN 978-0-691-11497-2.
- Patrick Carnegy,  Wagner and the Art of the Theatre, New Haven/CT (Yale University Press) 2006, ISBN 0-300-10695-5.
- Attila Csampai/Dietmar Holland (a cura di), Richard Wagner, »Die Meistersinger von Nürnberg«. Texte, Materialien, Kommentare, Reinbek (Rowohlt) 1981.
- Carl Dahlhaus: Wagners Konzeption des musikalischen Dramas, Regensburg (Bosse) 1971, 2. edizione: München/Kassel (dtv/Bärenreiter) 1990; traduzione italiana:  La concezione wagneriana del dramma musicale, Firenze (Discanto) 1983.
- Carl Dahlhaus: Richard Wagners Musikdramen, Velber 1971; traduzione italiana (Lorenzo Bianconi): I drammi musicali di Richard Wagner, Venezia (Marsilio) 1984, 1994², 1998³.
- Carl Dahlhaus, Der Wahnmonolog des Hans Sachs und das Problem der Entwicklungsform im musikalischen Drama, in: Jahrbuch für Opernforschung 1/1985, pp. 9–25.
- John Deathridge, "Wagner Beyond Good and Evil", Berkeley/CA (California Univ. Press) 2008, ISBN 978-0-520-25453-4.
- Ludwig Finscher, Über den Kontrapunkt der Meistersinger, in: Carl Dahlhaus (a cura di), Das Drama Richard Wagners als musikalisches Kunstwerk, Regensburg (Bosse) 1970, pp. 303–309.
- Lydia Goehr, »— wie ihn uns Meister Dürer gemalt!«: Contest, Myth, and Prophecy in Wagner's »Die Meistersinger von Nürnberg«, in: JAMS 64/2011, pp. 51–118.
- Arthur Groos, Constructing Nuremberg: Typological and Proleptic Communities in »Die Meistersinger«, in: 19th-Century Music 16/1992, pp. 18–34.
- Arthur Groos, Pluristilismo e intertestualità: I »Preislieder« nei »Meistersinger von Nürnberg« e nella »Ariadne auf Naxos«, in: Opera & Libretto, 2/1993; Olschki, Firenze, pp. 225–235.
- Helmut Grosse/Norbert Götz (a cura di), Die Meistersinger und Richard Wagner. Die Rezeptionsgeschichte einer Oper von 1868 bis heute, »Ausstellungskatalog des Germanischen Nationalmuseums Nürnberg«, Nürnberg (Germanisches Nationalmuseum) 1981.
- Klaus Günter Just, Richard Wagner ─ ein Dichter? Marginalien zum Opernlibretto des 19. Jahrhunderts, in: Stefan Kunze (a cura di), Richard Wagner. Von der Oper zum Musikdrama, Bern/München (Francke) 1978, pp. 79–94.
- Marc Klesse, Richard Wagners »Meistersinger von Nürnberg«. Literatur- und kulturwissenschaftliche Lektüren zu Künstlertum und Kunstproduktion, München (AVM) 2018.
- Jürgen Kolbe (a cura di), Wagners Welten. Katalog zur Ausstellung im Münchner Stadtmuseum 2003-2004, München/Wolfratshausen (Minerva) 2003.
- Stefan Kunze (a cura di): Richard Wagner. Von der Oper zum Musikdrama, Bern/München (Francke) 1978.
- Stefan Kunze: Der Kunstbegriff Richard Wagners, Regensburg (Bosse) 1983.
- Jörg Linnenbrügger, Richard Wagners »Die Meistersinger von Nürnberg«. Studien und Materialien zur Entstehungsgeschichte des ersten Aufzugs (1861-1866), Göttingen (Vandenhoeck & Ruprecht) 2001.
- Alfred Lorenz,  Das Geheimnis der Form bei Richard Wagner , vol. 3, Berlin (Max Hesse) 1931, Reprint Tutzing (Schneider) 1966.
- Jürgen Maehder,  Wagner-Forschung versus Verdi-Forschung ─ Anmerkungen zum unterschiedlichen Entwicklungsstand zweier musikwissenschaftlicher Teildisziplinen, in: Arnold Jacobshagen (a cura di),  Verdi und Wagner, Kulturen der Oper , Wien/Köln (Böhlau) 2014, pp. 263–291, ISBN 978-3-412-22249-9.
- Jürgen Maehder, The Intellectual Challenge of Staging Wagner: Staging Practice at Bayreuth Festival from Wieland Wagner to Patrice Chéreau, in: Marco Brighenti/Marco Targa (ed.), Mettere in scena Wagner. Opera e regia fra Ottocento e contemporaneità, Lucca (LIM) 2019, pp. 151–174.
- Volker Mertens, Richard Wagner und das Mittelalter, in: Ulrich Müller/Ursula Müller (a cura di), Richard Wagner und sein Mittelalter, Anif/Salzburg (Müller-Speiser) 1989, pp. 9–84.
- Barry Millington, Nuremberg Trial: Is there Anti-Semitism in »Die Meistersinger«?, in: Cambridge Opera Journal 3/1991, pp. 247–260.
- Barry Millington: The Wagner Compendium: A Guide to Wagner’s Life and Music, London (Thames & Hudson) 1992, ISBN 978-0-500-28274-8.
- Ulrich Müller/Ursula Müller (a cura di): Richard Wagner und sein Mittelalter, Anif/Salzburg (Müller-Speiser) 1989.
- Ulrich Müller/Oswald Panagl, Ring und Graal. Texte, Kommentare und Interpretationen zu Richard Wagners »Der Ring des Nibelungen«, »Tristan und Isolde«, »Die Meistersinger von Nürnberg« und »Parsifal«, Würzburg (Königshausen & Neumann) 2002.
- Dieter Schickling, »Schlank und wirkungsvoll«. Giacomo Puccini und die italienische Erstaufführung der »Meistersinger von Nürnberg«, in: Musik & Ästhetik 4/2000, pp. 90–101.
- Klaus Schultz (a cura di), Die Meistersinger von Nürnberg, programma di sala della Bayerische Staatsoper / Monaco di Baviera, München (Bayerische Staatsoper) 1979 (saggi di Peter Wapnewski, Hans Mayer, Stefan Kunze, John Deathridge, Egon Voss, Reinhold Brinkmann).
- Michael von Soden (a cura di), Richard Wagner. Die Meistersinger von Nürnberg, Frankfurt (Insel) 1983.
- Jeremy Tambling, Opera and Novel ending together: »Die Meistersinger« and »Doktor Faustus«, in: Forum for Modern Language Studies 48/2012, pp. 208–221.
- Hans Rudolf Vaget, Wehvolles Erbe. Zur »Metapolitik« der »Meistersinger von Nürnberg«, in: Musik & Ästhetik 6/2002, pp. 23–39.
- Nicholas Vaszonyi (a cura di), Wagner's Meistersinger. Performance, History, Representation, Rochester/NY (Univ. of Rochester Press) 2002.
- Egon Voss, »Wagner und kein Ende«. Betrachtungen und Studien, Zürich/Mainz (Atlantis) 1996.
- Peter Wapnewski: Der traurige Gott. Richard Wagner in seinen Helden, München (C. H. Beck) 1978.
- Peter Wapnewski: Richard Wagner. Die Szene und ihr Meister, München (C. H. Beck) 1978.
- John Warrack (ed.): »Die Meistersinger von Nürnberg«, Cambridge Opera Handbook, Cambridge (Cambridge University Press) 1994,  ISBN 0-521-44895-6.
- Johannes Karl Wilhelm Willers (a cura di), Hans Sachs und die Meistersinger, »Ausstellungskatalog des Germanischen Nationalmuseums Nürnberg«, Nürnberg (Germanisches Nationalmuseum) 1981.
- Franz Zademack, Die Meistersinger von Nürnberg. Richard Wagners Dichtung und ihre Quellen, Berlin (Dom Verlag) 1921.